# Francesc Elías Riquelme
Francisco Elías Riquelme (Huelva, 26 de juny de 1890 – Barcelona, 8 de juny de 1977) va ser un guionista, productor i director espanyol de cinema.

## Biografia
Durant l'etapa de joventut, es va instal·lar a París, on va treballar per a les productores Éclair i Gaumont. El 1911 va escriure el guió de Le Gosse de París (1912) per al realitzador Léonce Perret.
El 1914 s'establí a Barcelona, on munta una sucursal de l'Éclair amb el nom de Manufactura Film (1914). El mateix any va dirigir el seu primer film, un notable documental titulat Tauromanías o la vocación de Rafael Arcos (1916), fou rodat per a l‘Éclair als estudis de Ricard de Baños. Per tal de crear una empresa de confecció de títols i rètols per a distribuïdores hispano-americanes, el 1915 viatja a Nova York, on roda cinc anys després el curt A Perfect Fit (1920). Allí es familiaritza amb el rodatge del cinema sonor fent d'ajudant de direcció a The Rubayyat (1921, F. P. Earle).
L'any 1921 es trasllada a Mèxic per realitzar el curt Festival en El Paso i el film sobre la revolució mexicana Epopeya (1921), on posa en perill la seva pròpia vida per seguir i immortalitzar Pancho Villa. Després de passar per París –on va dedicar un curt període a traduir i adaptar films per a la First Nacional–, el 1927 torna a Espanya per escriure, dirigir i produir el film Fabricante de suicidios (1928). Conjuntament amb Feliciano Vitores, el 1930 s'encarrega de portar a Espanya la patent de Phonofilm, el sistema sonor de Lee de Forest.
Amb Phonofilm realitza el primer film sonor espanyol: El misterio de la Puerta del Sol (1929). Aquest film va ser restaurat per la Filmoteca Espanyola l'any 1995 i remasteritzat el 2020. S'associa amb el realitzador Édouard-Henri Huet i Elías torna a París per convertir el curt Cinópolis (1930, Josep Maria Castellví) en un film de vuit bobines, que era la versió espanyola de Elle veut faire du cinéma (Henry Wulschleger). L'any següent dirigeix l'opereta ¡Manos arriba! (Blanc comme la niège, 1931). A França escriu el guió de Sous les casques de cuir (1931, Albert de Courville), film que s'estrena a Barcelona l'any 1933. Juntament amb Camile Lemoine, i de tornada a Barcelona, funda els Estudis Orphea Films, els primers estudis sonors de l'estat espanyol. L'any 1932 hi roda Pax i el ja mencionat El misterio de la Puerta del Sol (1932). Va coproduir, guionitzar i realitzar el primer gran èxit del cinema espanyol rodat a Barcelona l'any 1933 amb el títol de Boliche. Un altre dels seus films d'èxit notori fou Rataplán (1935).
L'any 1938 marxa cap a Mèxic, on es dedica a escriure guions i dirigir alguns films. El 1948 torna a Barcelona, on realitza Marta (1954). Aquest film fou produït per la seva pròpia productora, Amilcar Films, fundada conjuntament amb Eusebio Cortés. Un any abans de la seva mort, la Setmana Internacional de Cinema de Barcelona va retre un homenatge a la seva carrera.